# Lidschlag

Lidschlag in Zeitlupe

Ein Lidschlag oder Blinzeln ist ein schnelles, meist unwillkürliches und unbemerkt ablaufendes Schließen und Öffnen der Augenlider (Lidschlussreflex), das in erster Linie der Aufrechterhaltung des Tränenfilms als dauerhafter Benetzung der Hornhaut mit Tränenflüssigkeit dient und das Auge vor Austrocknung schützt. Zudem werden mit dem regelmäßigen Lidschlag auf das Auge gelangte feine Partikel weggewischt und über den Tränenkanal abtransportiert.

## Grundlagen
Pro Minute blinzelt ein Mensch etwa 10 bis 15 Mal, also alle 4 bis 6 Sekunden, wobei dies über eine Zeitspanne von durchschnittlich 300 bis 400 Millisekunden geschieht. Die durch den Lidschluss bedingte Dunkelphase wird nicht bewusst wahrgenommen, da die visuelle Wahrnehmung in den zuständigen Bereichen des Gehirns kurz vor dem Blinzeln unterdrückt wird. Der Lidschlag erfolgt i. d. R. synchron, d. h. beidseitig und gleichzeitig. Es ist aber fast allen Menschen möglich, willentlich die Lider nur eines Auges zu schließen.
Laut einer kleinen Studie aus dem Jahre 2008 blinzeln Frauen nicht nur schneller als Männer, sondern mit etwa 19 gegenüber 11 Lidschlägen pro Minute auch öfter. Ältere Frauen blinzeln zudem häufiger als junge.
Zudem konnte eine aktuelle Labor-Studie ein Muster im menschlichen Lidschlagverhalten aufzeigen, welches hochsignifikant mit der psychischen (mentalen) Belastung (Psychologie) in Zusammenhang steht.

## Störungen
Vermehrtes oder auch dauerhaftes Blinzeln kann bei Dystonie-Erkrankungen (häufig zusammen mit anderen unwillkürlichen und oft mit Schmerzen verbundenen Fehlbewegungen im Bereich der Gesichts- und/oder Halsmuskulatur mit Grimassieren und Fehlstellungen des Kopfes) gesehen werden.
Häufiges Blinzeln kann zudem die Folge einer Tic-Störung sein.
Abwechslungsarme Bildschirmarbeit führt nach einem Bericht der Universitätsaugenklinik Tübingen im Fachjournal Der Ophthalmologe zum Starren auf den Bildschirm mit einer Abnahme der Lidschlagfrequenz von 9,7 auf 4,3 pro Minute. Im Gegensatz zu wenigen, jedoch langen Pausen werden häufige, aber kurze Unterbrechungen der Arbeit am Computer für einige Minuten auch augenärztlicherseits empfohlen, um insbesondere auch einem Syndrom des trockenen Auges vorzubeugen.
Bei bewusstlosen Patienten spricht spontanes Blinzeln für eine intakte Formatio reticularis im Brückenbereich; als Reaktion auf einen Licht- oder Schallreiz für einen zumindest teilweisen Erhalt der Seh- bzw. Hörbahnen.
Häufig tritt bei einer endokrinen Orbitopathie (Morbus Basedow) ein seltener, mit weiter Lidspalte verbundener, Lidschlag auf, den man nach seinem Erstbeschreiber Karl Stellwag von Carion (1869) als Stellwag-Zeichen bezeichnet und mit Lidschlägen pro Minute quantifizieren kann.